# 専門学校飛騨国際工芸学園
専門学校飛騨国際工芸学園（せんもんがっこうひだこくさいこうげいがくえん）とは、岐阜県高山市にあった専修学校である。
全国で唯一家具について専門的に学ぶ学校として1987年（昭和62年）に創立され翌年4月開校。法人の吸収合併によって1993年（平成5年）からは学校法人創造社学園が運営していた。定員割れなどの問題で2009年度から生徒募集を取り止め、2010年（平成22年）3月の第21期生の卒業に伴って同年4月から休校。2012年（平成24年）8月24日付で学校廃止を岐阜県に申請し、2013年（平成25年）3月25日付で認可を受けて廃校となった。

## 沿革
- 1987年 - 設立
- 1988年 - 開校
- 1993年 - 運営母体が学校法人創造社学園となる
- 2010年 - 休校
- 2013年 - 廃校

## 学科
- 生活工芸学科（2年）
  - 家具専攻
    - 創作家具コース
    - 造作家具コース
    - 工芸家具コース
- 応用研究科（1年）
  - 応用コース（家具ビジネス応用系）
  - 研究コース（家具製作研究系）

## 所在地
- 〒506-0812 高山市漆垣内町3180番地

最寄り駅は、JR高山駅